# Cattedrale di San Francesco d'Assisi (Civitavecchia)

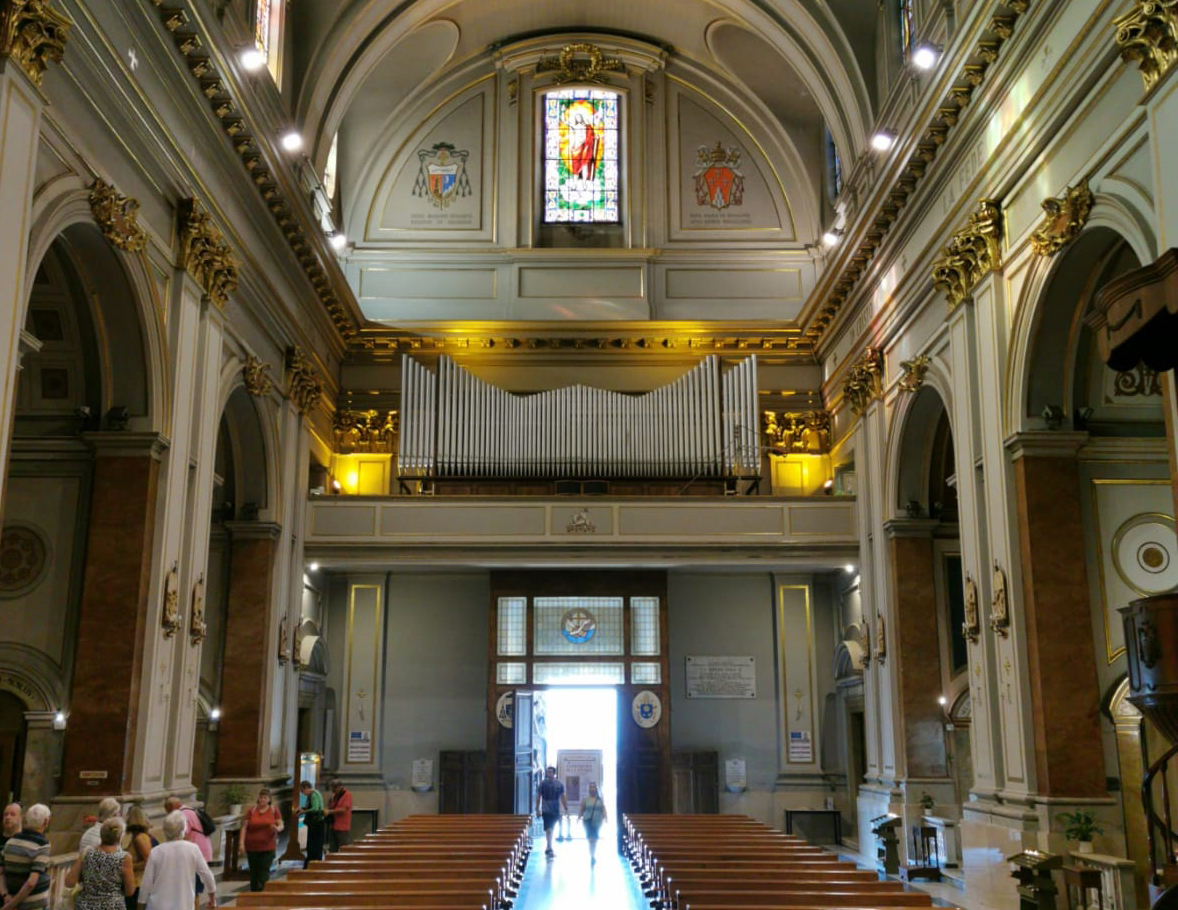
Interno verso la controfacciata

La cattedrale di San Francesco d'Assisi è la principale chiesa di Civitavecchia, nel centro storico della città. Si affaccia sulla Piazza Vittorio Emanuele II ed è la sede della cattedra episcopale della diocesi di Civitavecchia-Tarquinia.

## Storia
La chiesa venne costruita sui resti di una piccola chiesa francescana edificata sotto il pontificato di Paolo V, nel 1610. 
Fu in seguito ricostruita per volere di Papa Clemente XIV, che ne affidò i lavori all'architetto Francesco Navone, e terminata sotto il pontificato di Papa Pio VI nel 1782.
Divenne Cattedrale nel 1805.
Seriamente danneggiata dai bombardamenti del 1943, venne completamente restaurata nel 1950 su progetto dell'architetto Plinio Marconi.

## Struttura
La chiesa consta di una sola navata. Si presenta con un'alta facciata barocca a doppio ordine ionico, un'unica porta centrale inserita in essa e un'ampia scalinata. È priva di transetto ed è completamente disadorna nella parte posteriore.
In una cappella laterale, sul lato destro, vi si trova una Natività attribuita alla scuola del Domenichino.
Sopra il timpano sono poggiate due grandi figure scultoree, rappresentanti la Fede e la Giustiza, opera di Pietro De Laurentiis, sotto di esso si può notare un affresco di Antonio Nessi rappresentante San Francesco che riceve le Stimmate.
All'interno è presente un organo a canne della Fabbrica Artigiana Organi Pinchi di Foligno. Lo strumento è stato restaurato ed ampliato dalla stessa casa costruttrice nell'autunno 2019.